# Ectropis sublimbata
Ectropis sublimbata är en fjärilsart som beskrevs av W. Warren 1911. Ectropis sublimbata ingår i släktet Ectropis och familjen mätare. Inga underarter finns listade i Catalogue of Life.